# Сглазили! (фильм, 2013)
«Сглазили!» (англ. Jinxed) — американский телевизионный фильм канала Nickelodeon. Мировая премьера фильма состоялась 29 ноября 2013 года, в России — 23 мая 2014.

## Сюжет
Много поколений назад семью Мёрфи сглазили, что стало началом постоянных бедствий и неудач. Мэг Мёрфи отправляется в путешествие, чтобы разрушить проклятие и зажить нормальной жизнью.

## Роли
- Сиэра Браво — Мэг Мёрфи
- Джейкоб Бертран — Чарли Мёрфи
- Джек Гриффо — Бретт
- Донаван Стинсон — Марк Мёрфи
- Киган Коннор Трейси — миссис Мёрфи
- Джей Бразо — Дедушка
- Елена Кампурис — Айви
- Бёркли Даффилд — Томми Мёрфи, прапрадедушка Мэг и Чарли
- Андреа Брукс — Кейтлин О’Лири
- Квеси Амеяу — Мэр
- Джесса Даниэльсон — Виолетта Мэус
- Кармел Амит — гадалка